# De ijssalon
De ijssalon is een Nederlandse film uit 1985 van Dimitri Frenkel Frank met in de hoofdrollen Gerard Thoolen en Renée Soutendijk. Het camerawerk is van Theo van de Sande.
De film is gebaseerd op een origineel script van Dimitri Frenkel Frank. De film heeft als internationale titels The Ice Cream Parlour en Private Resistance. Er kwamen 35.000 bezoekers naar de De ijssalon in de bioscoop.

## Verhaal
Amsterdam, januari 1941, Nederland is inmiddels zeven maanden bezet door nazi-Duitsland. De bezetting is met name in de eerste maanden over het algemeen rustig verlopen en de Duitsers probeerden de Nederlandse bevolking aan hun kant te krijgen. Maar dit beleid lijkt mislukt en het verzet, hoe primitief en amateuristisch ook, begint de kop op de steken. Er is al sprake van beknotting van de vrijheid van de Joodse bevolking, die ook het slachtoffer is van getreiter en geweld van de kant van de NSB. Joodse knokploegen verzetten zich tegen deze door de bezetter getolereerde geweldsuitspattingen. De Joodse knokploegen krijgen al snel steun van andere Amsterdammers. Tussen al het geweld probeert Otto Schneeweiss zich staande te houden. Schneeweiss is in 1939 van Berlijn naar Amsterdam verhuisd, nadat de anti-Joodse maatregelen in Duitsland steeds heviger werden. In Amsterdam is hij met succes een ijssalon begonnen. Als in mei 1940 het Duitse leger Nederland bezet kan Schneeweiss niet weg komen. Hij blijft in Amsterdam, in de hoop dat alles snel zal overwaaien. Op een dag krijgt Schneeweiss bezoek van oude vriend, Gustav, inmiddels majoor in het Duitse leger. Terwijl rondom zijn ijssalon het geweld toeneemt, ontvangt Otto zijn oude vriend. Hij brengt de man in contact met Trudi, een meisje dat in de ijssalon rondhangt. Ze is de zuster van de leider van de lokale knokploeg en moet eigenlijk niets van Duitsers weten. Maar Trudi en Gustav raken toch verliefd. Even gaat het goed maar dan voeren de Duitsers een overval uit en wordt Otto Schneeweiss gearresteerd. De Duitsers zijn op zoek naar de leden van de knokploeg en verhoren Otto. Omdat hij weigert namen te noemen, dreigen de Duitsers Otto neer te schieten. Trudi vraagt Gustav om zijn vriend te redden, maar die weigert, hij is bang zijn eigen leven in gevaar te brengen. Het is Trudi die wel de moed kan opbrengen iets te doen. Ze probeert Otto te redden van het vuurpeloton. Maar ze is te laat, woedend scheurt ze de afbeelding van Gustav van de foto waarop ook zijzelf en Otto staan.

## Rolverdeling
| Acteur                | Personage             |
| --------------------- | --------------------- |
| Gerard Thoolen        | Otto Schneeweiss      |
| Renée Soutendijk      | Trudi                 |
| Bruno Ganz            | Gustav                |
| Kees Hulst            | Hans                  |
| Carol van Herwijnen   | Muller                |
| Gijs de Lange         | Luuk                  |
| Frits Lambrechts      | NSB-partijbons        |
| Karin Bloemen         | Carla                 |
| Michiel Kerbosch      | Brammetje             |
| Felix Jan Kuypers     | Louis                 |
| Alexander van Heteren | Manteufel             |
| Jos van de Ven        | SD-officier           |
| Johan Ooms            | Duitse emigrant       |
| Celia Nufaar          | vrouw Duitse emigrant |
| Reinout Bussemaker    | Duitse onderofficier  |
| Jon Bluming           | Gevangene             |

## Voorgeschiedenis
Aanvankelijk was De ijssalon een project van producent Roeland Kerbosch en acteur/zanger Frits Lambrechts. Lambrechts was als communistisch georiënteerd acteur geïnteresseerd in een film rond de Razzia van Amsterdam en de Februaristaking in 1941, een initiatief van de toen verboden Communistische Partij in Nederland. Kerbosch was actief met politiek geïnspireerde documentaires en zag wel iets in het project. In 1981 was het veertig jaar geleden dat de Februaristaking was uitgebroken, een unieke verzetsdaad waarbij de bevolking van Amsterdam en Zaandam massaal meedeed aan een stakingsactie gericht tegen het optreden van de Duitse bezetter en leden van de NSB tegen de Joodse bevolking. Kerbosch en Lambrechts wilden een film maken waarbij parallellen werden getrokken tussen het fascisme van 1941 en 1981. Er werden al wat opnames gemaakt, onder andere van Frits Lambrechts als Amsterdams winkelier met een Marokkaans buurjongetje. Maar Kerbosch kreeg uiteindelijk de financiering niet rond. Het Productiefonds wees het project af. Dimitri Frenkel Frank werd vervolgens bij het project gehaald. Frenkel Frank, bekend van het satirische programma's Zo is het toevallig ook nog een keer en Hadimassa, had ook naam gemaakt als regisseur/scenarist van kluchtige films als De Boezemvriend en Hoge Hakken, Echte Liefde. Frenkel Frank herschreef het scenario en concentreerde zich op de waar gebeurde overval op ijssalon Koco in januari 1941, een gebeurtenis die voorafging aan de Februaristaking.

## Het echte verhaal van de ijssalon
In januari 1941 was ijssalon Koco aan de Amsterdamse Van Woustraat de uitvalsbasis van Joodse knokploegen die zich verzetten tegen het geweld van NSB en WA-knokploegen. De eigenaar van de ijssalon was Ernst Cahn een uit Duitsland geëmigreerde Joodse man die samen met een andere Joodse emigrant, Alfred Kohn, de zaak dreef. Beide mannen waren actief in het verzet tegen de NSB en de toenemende maatregelen van de Duitse bezetter tegen Joden. De verzetsgroep werd overmoedig en al snel werd men verraden. Op 19 februari 1941 viel de Grüne Polizei de zaak binnen. Cahn of Kohn, wie van hen is nooit duidelijk geworden, spoot ammoniakgas - dat gebruikt werd als koelmiddel om ijs te maken - op de Duitsers. De installatie was speciaal voor dat doel aangelegd. De Duitsers waren woedend en arresteerden de eigenaren. Ernst Cahn werd verhoord en gemarteld, maar weigerde de naam te noemen van de man die de ammoniakinstallatie had aangelegd. Uiteindelijk werd Cahn kort daarop op de Waalsdorpervlakte als een van de eerste verzetsstrijders gefusilleerd. Albert Kohn werd gedeporteerd en kwam om in een Duits vernietigingskamp. Naar aanleiding van de gebeurtenissen in de ijssalon kwam het communistisch verzet in Amsterdam in actie en zette aan tot de Februaristaking.

## Achtergrond
Dimitri Frenkel Frank verwerkte in de film de lotgevallen van zijn vader, de caféviolist Jakob Georg Frenkel, die als Joods-Duits emigrant in 1936 naar Nederland kwam, maar die, in tegenstelling tot Schneeweiss, wel de oorlog overleefde. Het verhaal van De ijssalon wijkt ook af van het waargebeurde verhaal. Schneeweiss wordt neergezet als een optimist, een man die overal hoop ziet, maar ook als iemand die zijn kop in het zand steekt voor de werkelijkheid. Frenkel Frank laat via Schneeweiss zien hoe de bevolking van Nederland reageerde op de bezetting, men hoopte dat het snel voorbij zou gaan en stak zijn hoofd in het zand voor de harde werkelijkheid. Ook toont hij de kijker hoe Duits-Joodse emigranten in Nederland werden behandeld. Frenkel Frank was zelf in 1936 naar Nederland gekomen toen hij acht was en maakte als puber de bezetting mee, hij kon dus uit eigen ervaring putten.  